# Variabilité jonctionnelle
La variabilité jonctionnelle contribue à la création de la diversité des immunoglobulines produites par les lymphocytes B. Comme la recombinaison VDJ, ce phénomène a lieu dans la moelle.
Cette variabilité est une des composantes de la biodiversité, au sein des individus, des populations et des espèces. C'est aussi un des éléments de la coévolution des organismes avec leurs parasites et pathogènes.

## Mécanismes en jeu
La recombinaison VDJ rend des éléments physiquement éloignés dans le génome contigus, il y a donc nécessité de couper la double hélice d'ADN puis de la refermer. La coupure se fait par les endonucléases RAG1 et 2, la réparation par une kinase dépendant de l'ADN (DNA-PK).
Mais ce mécanisme de recombinaison commet des erreurs, notamment au cours de la coupure (hypermutation somatique) : 
l'endonucléase enlève quelques nucléotides ou au contraire en laisse un peu trop. 
La séquence est donc légèrement modifiée et aboutira à la synthèse d'un anticorps différent.